# Christian Frederik Holck
Christian Frederik lensbaron Holck (1. januar 1729 på Holckenhavn – 27. maj 1760) var en dansk lensbesidder, bror til Erik Rosenkrantz Holck.
Han var søn af Eiler lensbaron Holck og Juliane Christine baronesse von Winterfeldt (1695-1734). Han arvede Baroniet Holckenhavn 1740, blev 1747 kammerjunker hos kongen, 1751 hos dronning Louise, 1752 hos dronning Juliane Marie, 1747 hofjægermester og 1756 kammerherre.
Han blev gift 23. juli 1751 på Mullerup med Amalie Margrethe Skeel (17. maj 1732 på Nordborg Slot - 1. december 1766 i Gislev), datter af Holger Skeel og Regitze Sophie baronesse Güldencrone. Hun var blevet opdraget i Preetz og levede efter ægteskabets opløsning i sine sidste år sindsforvirret i Svendborg under formynderskab af sin broder Frederik Christian Skeel, hvem hun indsatte til sin arving.
Alle parrets børn døde som spæde, og baroniet gik derfor til broderen Erik Rosenkrantz Holck.